# Stenoria fasciata
Stenoria fasciata is een keversoort uit de familie van oliekevers (Meloidae). De wetenschappelijke naam van de soort is voor het eerst geldig gepubliceerd in 1835 door Faldermann.